# 합천 해인사 동제소종
합천 해인사 동제소종(陜川 海印寺 銅製小鍾)은 경상남도 합천군 가야면, 해인사성보박물관에 있는 고려시대의 동종이다. 
2003년 9월 18일 경상남도의 유형문화재 제400호 합천 해인사 소장 동제소종으로 지정되었다가, 2018년 12월 20일 현재의 명칭으로 변경되었다.

## 개요
청동의 재료로 주조한 고려시대 작품으로 총 높이는 30.2cm, 구경은 21.8cm이다.
용뉴와 입상화문대, 상대, 유곽, 당좌, 하대를 갖추고 있다. 용뉴의 용은 종속으로 들어가는 독특한 모습이며 음통은 죽절형(竹節形)으로 끝부분은 화문이 표현되어 있다. 상대에는 연화문이 있고 상대 아래에 4개의 유곽이 있는데 유곽대는 운문이며 그 안에 9개의 유두가 있다. 당좌는 유곽 사이에 모두 4개가 표현되어 있다. 종신의 일부가 깨져나갔고 그 옆으로 균열이 있다.
하대의 당좌 사이에는 점각(點刻)으로 '해인사(海印寺) 상소이암(上蘇利庵)'이라는 명문이 있다. 현재 해인사 성보박물관에서 전시 중에 있다.

## 참고 자료
- 합천 해인사 동제소종 - 국가유산청 국가유산포털

1. ↑  경상남도 고시 제2018-485호,《경상남도 지정문화재(문화재자료) 명칭변경 고시》, 경상남도지사, 2018-12-20